# Donne e soldati
Donne e soldati è un film italiano del 1954, diretto da Luigi Malerba e Antonio Marchi.

## Trama
Durante il Medioevo, una piccola città emiliana è sotto assedio. Mentre gli assediati soffrono la fame, le truppe assedianti sono desiderose di compagnia femminile. Accade così che i soldati favoriscano l'approvvigionamento della città assediata mentre le donne della città si adoperano per dare qualche conforto ai baldi guerrieri. Grazie a questa collaborazione la guerra finirà.